# Poiana (gmina Schitu Duca)
Poiana – wieś w Rumunii, w okręgu Jassy, w gminie Schitu Duca. W 2011 roku liczyła 543 mieszkańców.